# Dương Đình Thông
Dương Đình Thông (sinh ngày 14 tháng 6 năm 1964) là một sĩ quan cao cấp trong quân đội nhân dân Việt Nam mang quân hàm Trung tướng Quân đội nhân dân Việt Nam và chính trị gia người Việt Nam, dân tộc Tày. Ông hiện là đại biểu Quốc hội Việt Nam khóa XIV nhiệm kì 2016-2021, thuộc đoàn đại biểu quốc hội tỉnh Bắc Giang, Ủy viên Ủy ban Tư pháp của Quốc hội, Nguyên Chính ủy Quân khu 1. Ông lần đầu trúng cử đại biểu Quốc hội năm 2016 ở đơn vị bầu cử số 1, tỉnh Bắc Giang gồm có các huyện Sơn Động, Lục Ngạn, Lục Nam.

## Xuất thân
Dương Đình Thông sinh ngày 14 tháng 6 năm 1964 quê quán ở xóm Nà Này, thị trấn Nà Phặc, huyện Ngân Sơn, tỉnh Bắc Kạn. Ông hiện cư trú ở thành phố Bắc Kạn, tỉnh Bắc Kạn.
Gia đình ông gồm có 9 anh chị em, ông là thứ 4 trong gia đình 9 anh chị em, hiện giờ ông là Trung Tướng Quân đội nhân dân Việt Nam, Nguyên Bí thư Đảng ủy, Nguyên Chính ủy Quân khu 1.

## Giáo dục
- Giáo dục phổ thông: 10/10
- Cử nhân Xây dựng Đảng và chính quyền Nhà nướcCao cấp lí luận chính trị

## Sự nghiệp
Ông gia nhập Đảng Cộng sản Việt Nam vào ngày 5/8/1985.
Trước năm 2013, ông là Phó Cục trưởng Cục Dân vận, Quân đội nhân dân Việt Nam
Năm 2013, ông được thăng chức là Cục trưởng Cục Dân vận, Quân đội nhân dân Việt Nam.
Năm 2014, ông được thăng quân hàm Thiếu tướng
Năm 2014, ông được bổ nhiệm giữ chức Phó Chính ủy Quân khu 1
Ngày 22 tháng 05 năm 2016, ông đã trúng cử đại biểu Quốc hội Việt Nam khóa XIV năm 2016 ở đơn vị bầu cử số 1, tỉnh Bắc Giang gồm có các huyện Sơn Động, Lục Ngạn, Lục Nam, được 251.790 phiếu, đạt tỷ lệ 72,28% số phiếu hợp lệ.
Ngày 30 tháng 05 năm 2018, ông nhận bàn giao nhiệm vụ Bí thư Đảng ủy, Chính ủy Quân khu 1 từ Trung tướng Nguyễn Sỹ Thăng nghỉ hưu theo chế độ.
Tháng 12 năm 2018, ông được thăng quân hàm Trung tướng.
Theo Quyết định số 452/QĐ-TTg, Trung tướng Dương Đình Thông, Chính ủy Quân khu 1, Bộ Quốc phòng nghỉ hưu theo chế độ từ ngày 1.7.2024.